# Fernando Sales De los Cobos
Fernando Sales (Sevilla, 12 de setembre de 1977) és un futbolista andalús, que ocupa la posició de migcampista.

## Trajectòria
Format al planter del Reial Betis, no arriba a debutar al primer equip. Milita al modest Isla Cristina i el 1998 fitxa pel Llevant UE, amb qui ascendeix a Segona Divisió a l'any següent. La temporada 99/00 hi disputa 40 partits i marca set gols amb els granota. Estes xifres possibiliten que l'incorpore el Real Valladolid CF, amb qui juga a primera divisió.
El sevillà hi milita durant quatre temporades a l'equip castellà, sent titular en totes elles. El 2004, quan el Valladolid perd la categoria, el migcampista hi retorna a Sevilla, però a l'altre conjunt, el Sevilla FC. Els dos primers anys és suplent i la temporada 06/07 ni tan sols és registrat a la competició. Amb els andalusos hi guanya la Copa de la UEFA del 2006.
L'estiu del 2007 fitxa pel Celta de Vigo, i a l'any posterior per l'Hèrcules CF, sent suplent en ambdós casos. La temporada 09/10 hi recala en un altre conjunt de la categoria d'argent, l'Albacete Balompié.